# قضايا اللاسلطوية
اللاسلطوية بصفة عامة فلسفة سياسية تؤمن بأن مفهوم الدولة غير مرغوب فيه، وغير ضروري، وضارّ. كما تعارض السلطة والتنظيم القائم على الهرميّة للعلاقات الإنسانية. يروج مناصرو اللاسلطوية، الأناركيّون، للمجتمعات من دون دولة والقائمة على الجمعيّات الطوعية غير الهرميّة. رغم أن الأناركية تؤمن أن مفهوم الدولة غير مرغوب فيه، وغير ضروري، وضارّ، فلا تمثّل الفكرة التعريف الرئيسي أو الوحيد لها. على سبيل المثال، يمكن للأناركية أن تستلزم معارضة السلطة أو الهرمية في سياق جميع العلاقات البشرية.
عادةً ما تُعتبر الأناركية أيديولوجية تنتمي لأقصى اليسار، وتعكس العديد من أفكارها الاقتصادية والفلسفة القانونية التفسيرات المناهضة للشمولية لكلّ من الشيوعية، واللاسلطوية الجماعية، والنقابيّة اللاسلطوية، والتكافليّة، والاقتصاديات التشاركيّة. نظراً لأن الأناركية لا تقدم مجموعة ثابتة من المبادئ لوجهة نظر إلى العالم، فهي تضم العديد من الأنواع والتقاليد الأناركية لا يستبعد بعضها بعضاً. تختلف المدارس الفكرية الأناركية فيما بينها اختلافاً شديداً، بأفكار تتراوح من الدعم للفردانية المفرطة إلى الجماعيّة التامّة. قُسّمت الجماعات الأناركية ضمن أصناف اجتماعية وأخرى أناركية فردانيّة، أو تصنيفات ثنائية أخرى. قد تُضيف بعض التصنيفات الأخرى التكافليّة ضمن نوع ثالث من الأناركية، في حين يعتبرها البعض جزءاً من الأناركية الفردانيّة، ويعتبرها البعض الآخر قسماً مِن الأناركية الاجتماعية.
توجد العديد من الفروقات الفلسفية بين الأناركيين فيما يخص مسائل الأيديولوجيا، والقيم، والاستراتيجيات. تتفاوت الأفكار المتعلقة بالكيفية اللازمة لعمل المجتمعات تفاوتاً شديداً، وخصوصاً فيما يتعلق بالاقتصاد. كما توجد اختلافات بشأن كيفية تأسيس هكذا مجتمع؛ فبعض الأناركيين يعتنقون أفكار اللاعنف، بينما يدعو بعضهم الآخر للصراع المسلح.

## قضايا تعريفيّة
تضم المذاهب الفكرية الأناركية طيفاً عريضاً من المذاهب الفردية، وتشمل تبايناً كبيراً في استخدام بعض المصطلحات الرئيسية. فقد خضعت بعض المصطلحات مثل الاشتراكية لتعريفات مختلفة وجدالات أيديولوجية طوال مدة تطوّر الأناركية. تُستخدم المذاهب المختلفة في نفس الحركة بعض المصطلحات الأخرى، مثل الرأسمالية، بطرق متباينة بل ومتناقضة. إضافةً لذلك، مع مرور الزمن تغيرت معاني بعض المصطلحات مثل التكافلية، وأحياناً دون ظهور مذاهب جديدة. تُسهم جميع هذه الصعوبات التعريفية في حصول مساوئ فهمٍ ضمن الحركة الأناركية وبشأن الأناركية نفسها. تتعلق إحدى أهم القضايا الدائرة بتعريف مصطلح الأناركية نفسه، وهل هي على الضدّ من الهرمية، والسلطة، والدولة، أم أنها ضدّ الدولة والرأسمالية. تتأتى النقاشات بخصوص معاني المصطلح من حقيقة أن الأناركية تشير إلى موقف فلسفي مجرّد، كما أنها تشير إلى تقاليد فكرية، وسياسية، ومؤسساتية، جميعها مشحونة بالصراعات.
تشجع بعض التعريفات التبسيطية والمجردة على ضمّ الشخصيات، والحركات، والمواقف الفلسفية التي موضعت نفسها تاريخياً خارج الحركة الأناركية، أو حتى كمعارِضة لها، بالإضافة إلى الأفراد والتقاليد التي قدّمت نفسها على أنها أناركية. صحيح أن معارضة فكرة الدولة ذات أهمية مركزية في الأناركية، إلا أنه ثمة جدل عريض بين الباحثين والأناركيين بهذا الصدد، وتقارب التيارات المختلفة الأناركية من وجهات نظر مختلفة. لهذا السبب، يمكن القول إن الأناركية هي تجميعٌ من الفلسفات السياسية المعارضة للسلطة، والتنظيم الهرمي (بما فيها الدولة، والرأسمالية، والقومية وجميع المؤسسات المرتبطة بها) في سياق العلاقات الإنسانية، لصالح مجتمع قائم على الجمعية التطوعية، والحرية، واللامركزية. على أي حال، يضم هذا التعريف قصوراً كونه مبنياً على أصل كلمة أناركية (والتي تعني رفض الحاكم)، أو مبنياً على رفض الدولة (بينما الأناركية هي أشمل من ذلك)، أو حتى مبنياً على رفض الشمولية (وهي نتيجة لاحقة).
رغم ما تقدم، ثمة عناصر في تعريف الأناركية تشمل التالي:
1. الرغبة في إنشاء مجتمع غير قسري.
2. رفض أجهزة الدولة.
3. الاعتقاد بأن الطبيعة البشرية تتيح للبشر أن يوجدوا ويتقدّموا نحو المجتمع غير القسري.
4. الآراء المقترحة لكيفية العمل الُمثلى لتحقيق حالة اللاسلطة المنشودة.

اختلفت الاستعمالات بدرجة كبيرة ضمن الدوائر السياسية. في العام 1894، ذكر المؤرخ ريتشارد تي إلي أن المصطلح «اكتسب مجموعة متعددة من المعاني». في أشمل معانيها عموماً، تضم الأناركية فكرة أن المجتمع هو «كائن حيّ ينمو، وتختلف قوانينه عن قوانين العمل الفردي». قبل العام 1888 بعدة سنوات، ضمّ الأناركي الفرداني بنجامين تاكر النص الكامل لـ«الخطاب الاشتراكي» الذي كتبه إرنست ليزين، ضمه في مقاله المعنون «اشتراكية الدولة والأناركية». وفقاً لليزين، يوجد صنفان من الاشتراكية: «الأول هو صنف ديكتاتوري، والآخر تحرّري». نظراً لكون الأناركية مناهضة للرأسمالية، وفلسفة اشتراكية ليبرتارية، تُصنّف الأناركية ضمن أقصى يسار الطيف السياسي، وتعكس العديد من أفكارها الاقتصادية وفلسفتها القانونية تفسيراتٍ مناهضة للشمولية لسياسات اليسار مثل الشيوعية، واللاسلطوية الجماعية، والنقابيّة اللاسلطوية، والتكافليّة، والاقتصاديات التشاركيّة. نظراً لأن الأناركية لا تقدم مجموعة ثابتة من المبادئ لوجهة نظر إلى العالم، فهي تضم العديد من الأنواع والتقاليد الأناركية تختلف فيما بينها اختلافاً شديداً. نتيجةً لذلك، تختلف المذاهب الفكرية الأناركية فيما بينها جوهرياً إلا أنها تُحافظ على الخطوط العريضة للمنطلقات الأناركية، من دعم للفردانية المفرطة إلى الجماعيّة التامّة. رغم ذلك، يعتبر الأناركيون مناهضة الرأسمالية ركناً ضرورياً في الأناركية. قُسّمت الجماعات الأناركية ضمن أصناف اجتماعية وأخرى أناركية فردانيّة، أو تصنيفات ثنائية أخرى.

### اللاسلطوية الفردية واللاسلطوية الاجتماعية
بحكم وجود العديد من المذاهب الفكرية الأناركية، يمكن تقسيم الأناركية إلى صنفين رئيسيين أو أكثر، وأكثرها شيوعاً هما: اللاسلطوية الفردية واللاسلطوية الاجتماعية. قد تضم بعض التصنيفات اللاسلطوية الخضراء و/ أو الأناركية اليسارية أو اليمينية. يمكن استعمال تسمية اللاسلطوية الاشتراكية كمرادف للاسلطوية الاجتماعية، ولكن معظم الأناركيين يرفضونها لأنهم بشكل عام يعتبرون أنفسهم اشتراكيين ضمن التقليد الليبرتاري، وهكذا تسميات غير ضرورية وتسبب الخلط ما لم تكن تعني الليبرتارية أو الاشتراكية اللبيرتارية مقابل الشمولية واشتراكية الدولة. تاريخياً ثمّة تعريف يدمج الأناركية بالحركة الاشتراكية والمناهضة للرأسمالية، مع ملاحظة الاختلاف بين الأناركيين المناهضين للسوق الذين يدعمون شكلاً من الاقتصاد المخطط لامركزياً، والأناركيين الداعمين للسوق الذين يدعمون اشتراكية السوق الحرة. وهكذا، فهذه المصطلحات يستخدمها منظّرو الأناركية الرأسمالية والباحثون الذين يعترفون بالأناركية الرأسمالية لتمييزها عن الأناركية. ولنفس الأسباب، يرفض الأناركيون الاعتراف بتصنيفات الأناركية اليسارية والأناركية اليمينية (الأناركية الرأسمالية والأناركية القومية)، لاعتبارهم الأناركية اشتراكية تحرّرية وأيديولوجية تنتمي لليسار أو أقصى اليسار.